# Armeria masguindalii
Armeria masguindalii är en triftväxtart som först beskrevs av Carlos Pau, och fick sitt nu gällande namn av Nieto Fel. Armeria masguindalii ingår i släktet triftar, och familjen triftväxter. Inga underarter finns listade i Catalogue of Life.